# Sombrero de charro

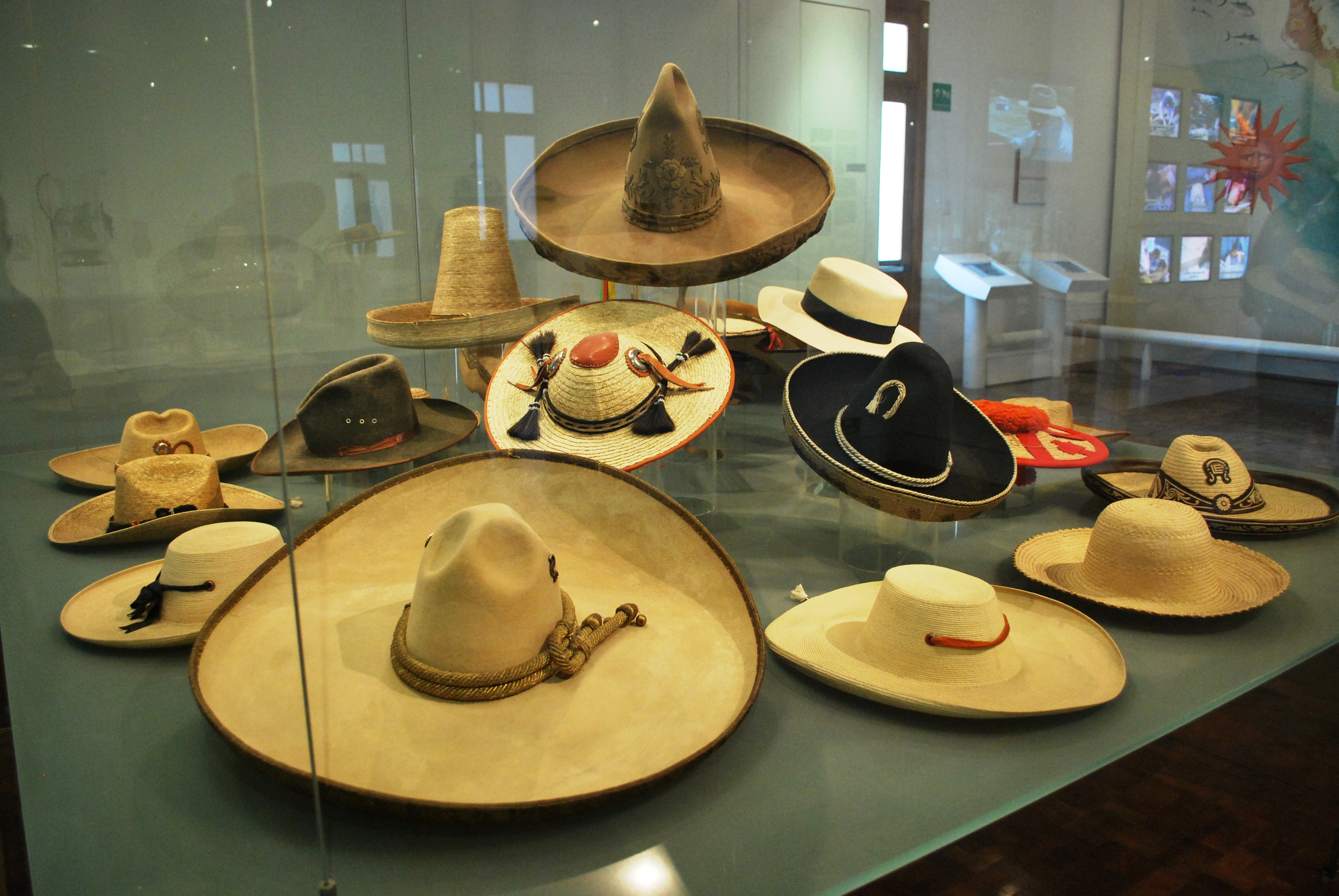
Diferentes tipos de sombreros y algunos de charro.

El sombrero de charro es un sombrero popular de la cultura mexicana, usado principalmente por los jinetes conocidos como charros. La prenda del sombrero de la península ibérica fue traído por los españoles, y fue en San Luis Potosí e Hidalgo donde los chichimecas y pames los empezaron a elaborar y a moldearlos de acuerdo a su cultura, hechos de palma trenzada, ala ancha, copa puntiaguda, es pues que el Sombrero de Charro mexicano es un sombrero mestizo. Está elaborado con fieltro de lana, de pelo de liebre o de paja de trigo, y es una auténtica protección para el brillante sol de Jalisco, y para la caída desde el lomo de un caballo. Por eso, el verdadero sombrero de charro es de ala ancha, levantado de la parte posterior; lleva en la copa cuatro "pedradas" que le dan resistencia en caso de impacto. Para ese último caso es mejor el sombrero hecho de palma, que es más sólido sin ser demasiado pesado.

## Características
De acuerdo a la región presenta variantes: en las zonas más secas, el ala es más ancha que en las zonas boscosas, y en aquellas con mayor humedad, los materiales son más frescos y ligeros que en las tierra altas.
Suelen adornarse generalmente con toquillas y ribetes bordados o "calados".
Los tipos de sombrero más usados son el "San Luis Moderado", "Pachuca", "Cocula", "Hacendado", entre otros.
Un sombrero de charro verdadero es creado por artesanos especializados, y es muy distinto al que se vende en las tiendas de recuerdos para turistas.
Quienes lo han usado conocen los múltiples usos y beneficios de su diseño. Algunos pueden ser: no solo cubrirse del brillante sol, sino igualmente del viento y, sobre todo, del polvo; con él se atiza un fuego como se apaga si se enciende el campo; se ataranta una víbora y luego se la mata; se realiza un lance a un toro bravo que sale por el monte y se le esquiva; se le da de beber a un cuaco (caballo); se cubre el anonimato antes de un lance de amor o de librarse de un enemigo; se utiliza como escudo en la defensa de un ataque a machete o navaja, tomándolo del barbiquejo; cubre estupendamente de la lluvia que, con manga de paja o lona ahulada, es el mejor paraguas a pie o a caballo; en jaripeo, sobre todo de toros cebú, protege de los peligros de una cornada y, en caso de caída, hace las veces de casco; y otros usos que podrían añadirse por quienes lo han utilizado en el campo.